# 에드워드 색슨

에드워드 색슨(영어: Edward Saxon, 1956년 11월 17일 ~)는 캐나다의 영화 프로듀서로, 양들의 침묵, 필라델피아 (영화) 같은 유명 영화들을 제작하였다. 1976년에서 1980년 사이 캐나다 몬트리올에 소재한 맥길 대학교에서 공부하였으며, 이후 USC의 피터 스타크 프로그램(The Peter Stark Producing Program)을 수강하기도 했다.